# فيترالا
فيترالا هي بلدة وبلدية في مقاطعة فيتربو، في وسط إيطاليا، على بعد 11 كيلومترا جنوب تلك المدينة، وتقع على كتف مونتي فوليانو .

## التاريخ
كان موقع فيترالا المحصن المهيمن في قلب الأراضي الأترورية، مشغولا باستمرار منذ أوائل العصور الوسطى، كان الموقع الروماني الذي يبعد كيلومترين، محطة نشر في فيا كاسيا، بعض أنقاض الجدران والارصفة، لا تزال ماريا دي فوركاسي تحتفل بالمنتدى الروماني كاسي، تم إخلاء الموقع من السكان في الإمبراطورية اللاحقة، عندما تراجع عدد أقل من السكان إلى الموقع الاستراتيجي الحالي، الذي يقود الوادي حيث ظل عرضة للهجوم، على الرغم من الجدران المهيبة التي أحاطت به .
تم دمج القلعة الصغيرة في الولايات البابوية، منذ بداياتها التاريخية مع تبرع الملك اللومباردي ليوتبراند بسوتري للبابا غريغوري الثاني، لكن أمراء فيتربو احتفظوا بها من 1110 إلى 1134 ، بحلول عام 1145 ، تم تنصيب البابا يوجين الثالث في فيترالا، وأزيل بأمان من العنف والصراع الحزبي في روما ومن هنا أصدر ثوره Quantum praedecessores ( الضروريات الكمومية ) داعيا إلى الحملة الصليبية الثانية .
منح البابا إنوسنت الثالث أراضي غابات واسعة النطاق في عام 1206 ، مما جعلها في نزاع شرس مع أمراء فيتربو الذين كانوا يطمعون في الأرض، حتى يومنا هذا، وفي الاحتفال السنوي Sposalizio dell'albero ( زواج الشجرة ) يؤكد عمدة فيترالا من جديد حقوق المدينة في الحيازة في مونتي فوليانو، عهد بالإقطاعية على مر القرون إلى مختلف العائلات النبيلة المرتبطة بالبابوية، مثل أمراء فيترالا : أولا أورسيني، ثم دي فيكو حتى عام 1435 ، عندما أطيح باللورد الأخير جياكومو دي فيكو بالقوة من قبل الكاردينال الكوندوتيير جيوفاني فيتيليشي، المحصور في قلعة سوريانو، ثم قطع رأسه، ثم مر فيترالا في تتابع سريع بين سلسلة من النبلاء البابويين، إلى الكاردينال جيوفاني بورجيا، ولورينزو سيبو (1529) ، والكاردينال أليساندرو فارنيزي في عام 1534 .
بشكل فريد بين المدن غير الإنجليزية، في عام 1512 حصل فيترالا على حماية التاج الإنجليزي، الذي منحه هنري الثامن للمدينة، ولا يزال من الممكن العثور على نصب تذكاري لإحياء ذكرى هذا الحدث في قاعة المدينة المحلية .

## المعالم السياحية الرئيسية
- كنيسة سان بيترو
- كنيسة سان فرانسيسكو
- كنيسة سانت أنجيلو
- جروتا بورسينا
- كنيسة سانتا ماريا في فوروكاسي
- متحف المدينة والإقليم
- مقبرة صخرية في نورشيا

## التنقلات
يتم الوصول إلى فيترالي عن طريق طريق SS Cassia الوطني،  يربطه طريق أوريليا بيس بتاركينيا .
لديها محطة على خط السكك الحديدية الإقليمي FR3 Rome-Capranica-Viterbo
لديها محطة على السكك الحديدية الإقليمية FR3 Rome- Capranica - Viterbo .

## روابط خارجية
- الموقع الرسمي نسخة محفوظة 4 فبراير 2010 على موقع واي باك مشين. (بالإيطالية)
- معلومات وصور الميلاد الحي ل Vetralla
- Tuscia 360 حول Vetralla مع بانوراما VR نسخة محفوظة 4 مارس 2016 على موقع واي باك مشين.
- الموقع CITTADIVETRALLA نسخة محفوظة 24 ديسمبر 2021 على موقع واي باك مشين.